# Joseph Dosu
Joseph Dosu (ur. 19 czerwca 1973 w Abudży) – piłkarz nigeryjski grający na pozycji bramkarza. Nosił przydomek "Crying Goalie" ("Płaczący Bramkarz").

## Kariera klubowa
Dosu pochodzi z Abudży. Piłkarską karierę zaczynał jednak nie w obecnej stolicy kraju, a w poprzedniej, Lagos, w tamtejszym klubie Julius Berger FC. W 1991 roku zadebiutował w pierwszej lidze Nigerii w wieku niespełna 18 lat i w pierwszym sezonie gry wywalczył mistrzostwo kraju. Z czasem był już podstawowym bramkarzem klubu i wybijał się ponad przeciętność stając się jednym z czołowych bramkarzy ligi. W 1992 roku zajął z Julius Berger 8. pozycję, w 1993 – 6., w 1994 – 4., a w 1995 – 5. miejsce. W 1996 wywalczył swój drugi w karierze sukces z klubem z Lagos, zdobył Puchar Nigerii. W finale wygranym 1:0 z zespołem Katsina United już nie grał, gdyż jeszcze latem zmienił klub.
Latem 1996 Dosu został piłkarzem włoskiej Reggiany. W Serie A jednak nie zdołał zadebiutować, a w 1997 odniósł ciężkie obrażenia w wypadku samochodowym na przedmieściach Lagos. Jego kariera stanęła wówczas na włosku, a on sam o mało co nie został trwale sparaliżowany. W sezonie 1997/1998 widniał w kadrze Reggiany grającej już w Serie B, ale ostatecznie nie zagrał i musiał z powodów zdrowotnych zakończyć przedwcześnie karierę w wieku 24 lat.

## Kariera reprezentacyjna
W 1996 Dosu był członkiem olimpijskiej reprezentacji Nigerii na Olimpiadzie w Atlancie. Był jedynym zawodnikiem w kadrze grającym w rodzimej lidze. Pomimo to wygrał rywalizację z drugim bramkarzem, Emmanuelem Babayaro i stał się jedną z ważniejszych postaci Nigerii na tych Igrzyskach. Wystąpił we wszystkich spotkaniach Nigerii, także w zwycięskim 3:2 finale z Argentyną, po którym "Super Orły" stały się pierwszym w historii złotym medalistą z Afryki w piłce nożnej.
W tym samym roku Dosu zadebiutował w bramce pierwszej reprezentacji Nigerii, 9 listopada w wygranym 2:0 meczu z Burkina Faso, rozegranym w ramach kwalifikacji do Mistrzostw Świata we Francji. Docelowo miał tam być pierwszym bramkarzem i wielką nadzieją nigeryjskiej bramki. Miesiąc później wystąpił w połowie meczu z Marokiem, przegranym 0:2, ale to nie on puścił obie bramki w tym meczu. Swój ostatni, jak się potem okazało, występ w kadrze Joseph zaliczył 7 czerwca 1997 w zremisowanym 1:1 meczu z Kenią (kwalifikacje do MŚ’98). Łącznie więc rozegrał 3 mecze w pierwszej reprezentacji Nigerii.